# Franzensburg
Die Franzensburg ist eine Wasserburg in Laxenburg im Bezirk Mödling in Niederösterreich, die zwischen 1801 und 1836 im Stil einer alten Burg errichtet wurde. Der Name rührt vom damaligen Kaiser Franz II. bzw. I., der sie mitten im Schlosspark als Museum neben den bereits bestehenden Schlössern von Laxenburg auf einer künstlichen Insel im Parkteich errichten ließ.

## Geschichte

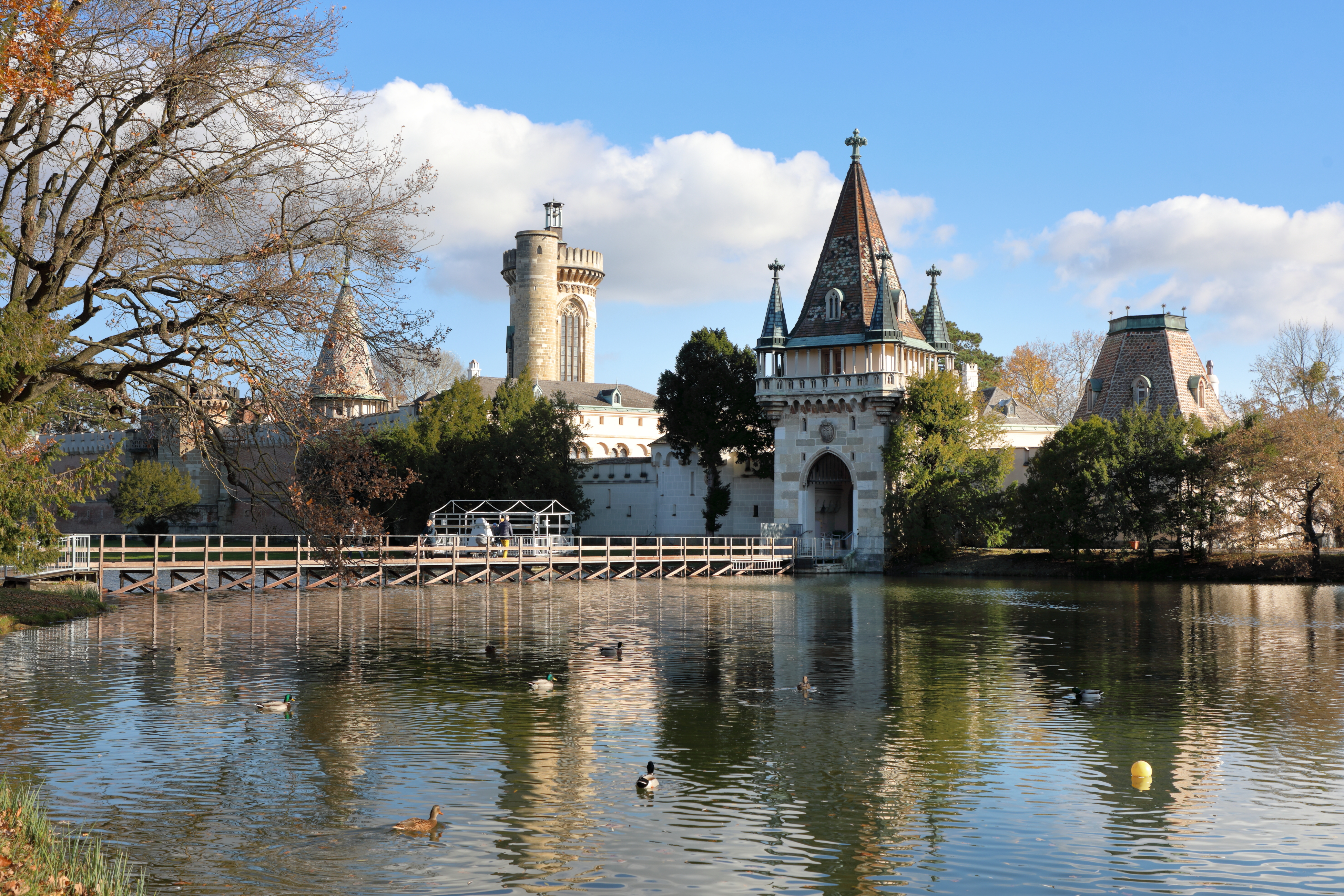
Franzensburg, westseitig

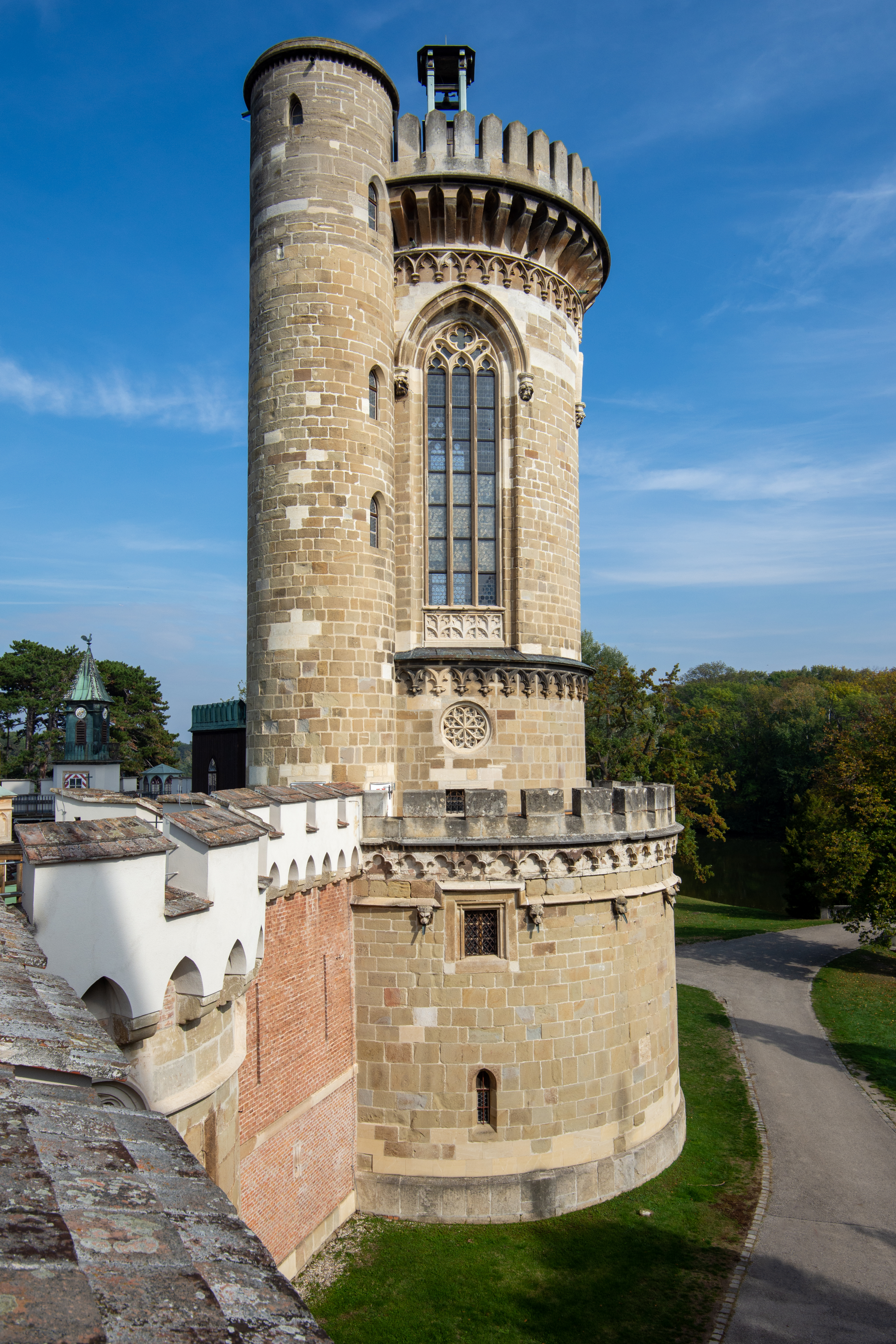
Hoher Turm

Die Burg wurde von Johann Ferdinand Hetzendorf von Hohenberg in zwei Teilen (Ritterburg und Knappenburg) geplant und war von Anfang an als Museum gedacht. Mit ihrem Rückgriff auf mittelalterliche Bauformen gilt die Franzensburg als Meilenstein auf dem Weg zum Historismus. Bestandteile der im Zuge des Josephinismus abgetragenen Pfarrkirche in Heiligenkreuz wurden dazu verwendet. Auch Versatzstücke älterer Bauten sind in der Burg integriert, vor allem die Rekonstruktion der Klosterneuburger Capella Speciosa, des ersten gotisch beeinflussten Bauwerks im Donauraum.
Der Bau der Burg fiel in die Zeit, in der die Ziegelherstellung südlich von Wien ihren Anfang nahm. Da ihm der Preis des einzelnen Ziegels zu hoch schien, kaufte Kaiser Franz kurzerhand die Ziegeleien in Vösendorf und zusätzlich noch das Schloss Vösendorf.
1806 wurde eine Fähre eingerichtet, die über den Teich vom Festland zur Insel mit der Franzensburg führt. Diese ist bis heute, konzessioniert als Schifffahrtsunternehmen, in Betrieb. Im Winter wird sie durch eine Holzbrücke ersetzt. Auf der gegenüberliegenden Seite ist die Insel ganzjährig über eine Steinbrücke erreichbar.
Die Burg und der umgebende Schlossteich sind eingebettet in einen rund 250 ha großen Schlosspark, der im späten 18. Jahrhundert im Stil englischer Landschaftsgärten gestaltet wurde. Darin befinden sich Wälder, Wiesen, mehrere Kanäle, ein Turnierplatz, der Concordiatempel und weitere Bauwerke wie die „Rittersäule“, eine Marmorbüste des Kaisers und das Lusthaus.
Heute ist der Park ein beliebtes Ausflugsziel. In der Burg werden Führungen angeboten sowie im Sommer Theaterspiele veranstaltet. Am Teich gibt es im Sommer einen Verleih von Ruder- und Elektrobooten.

## Museum
Das Museum wurde 2003 von Otto von Habsburg wiedereröffnet, nachdem die Burg auch schon früher öffentlich zugängig war. Die Sammlung, die hauptsächlich die Habsburger in Österreich-Ungarn betrifft, ergänzt ähnliche, wie in Bad Ischl, Schloss Schönbrunn oder Schloss Gödöllő in Ungarn.
Das Museum trägt auch das Österreichische Museumsgütesiegel.
Beim Durchgang durch das Museum in der Burganlage können verschiedene Räume besucht werden:
Waffensaal
In diesem Raum sind an der Decke die Schilde mit den Wappen der 44 österreichischen Länder und Provinzen montiert.
Habsburgersaal
In der Franzensburg befindet sich im Habsburgersaal eine Hälfte der Kaiserstandbilder von Paul Strudel (die andere Hälfte steht in der Hofbibliothek). Im Lothringersaal sind Gemälde der späteren Kaiser um ein Kupelwieser-Porträt Franz I. gruppiert, sie stammen unter anderem von Ferdinand Georg Waldmüller und Friedrich von Amerling.
Erster Empfangssaal
Zweiter Empfangssaal
Luisenzimmer
Im „Luisenzimmer“ sind die Raumdecke, die beiden Türverkleidungen sowie die Türen aus der Burg Rappottenstein aus der Zeit um 1600 zu sehen.[4]
Speisesaal
Lothringersaal

## Bildergalerie

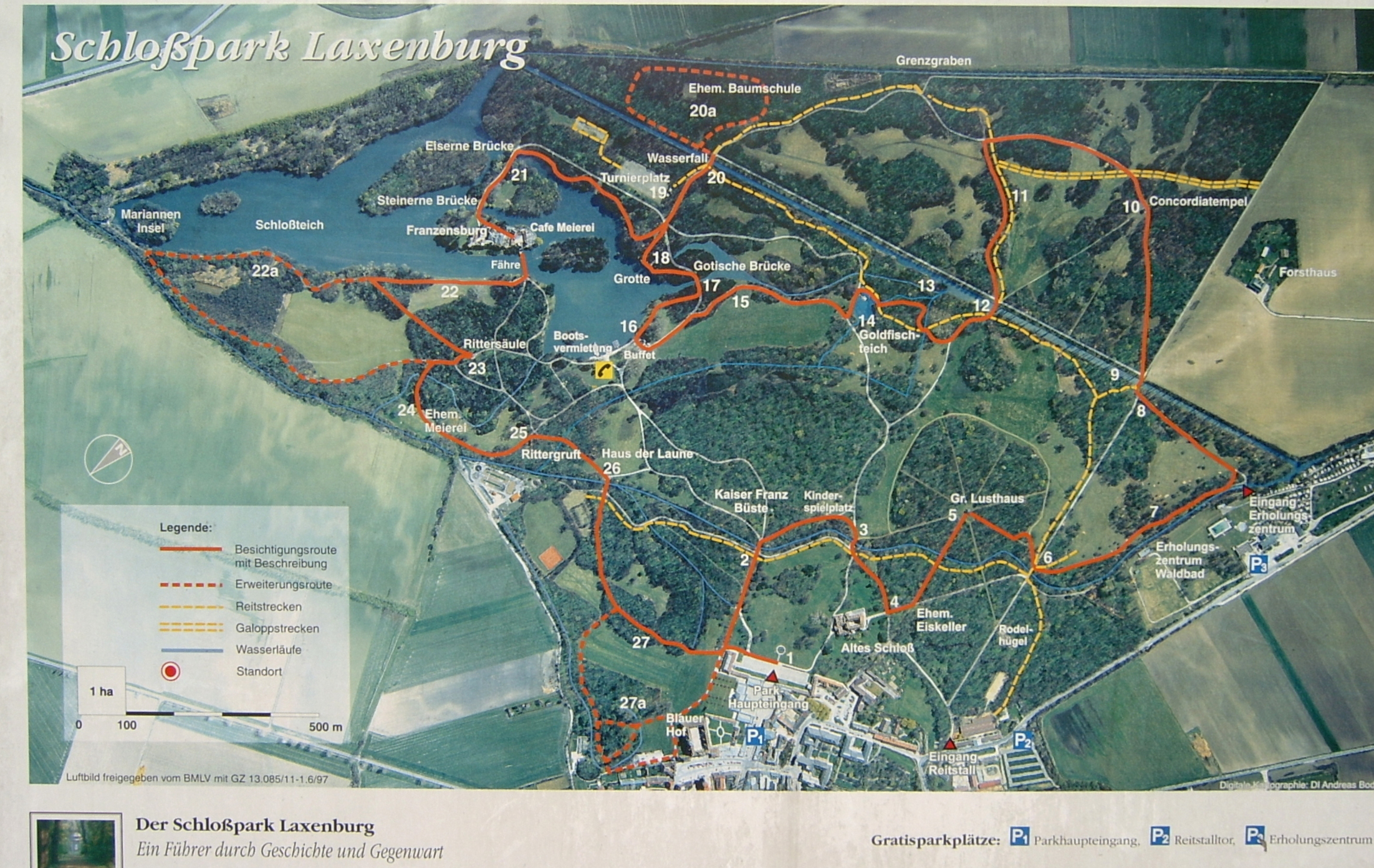
Lageplan des Parks
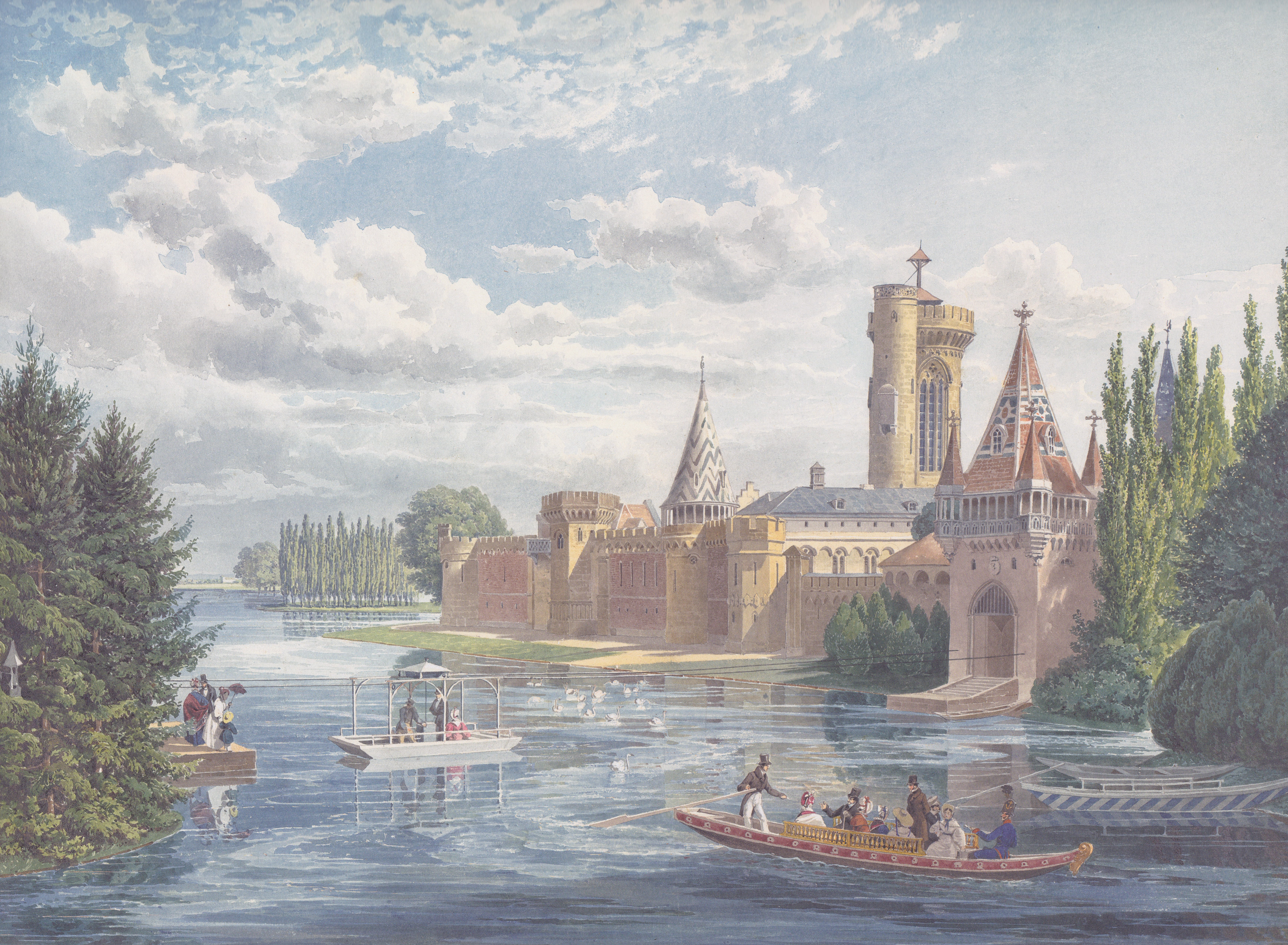
Eduard Gurk: Die Franzensburg in Laxenburg bei Wien (um 1838)
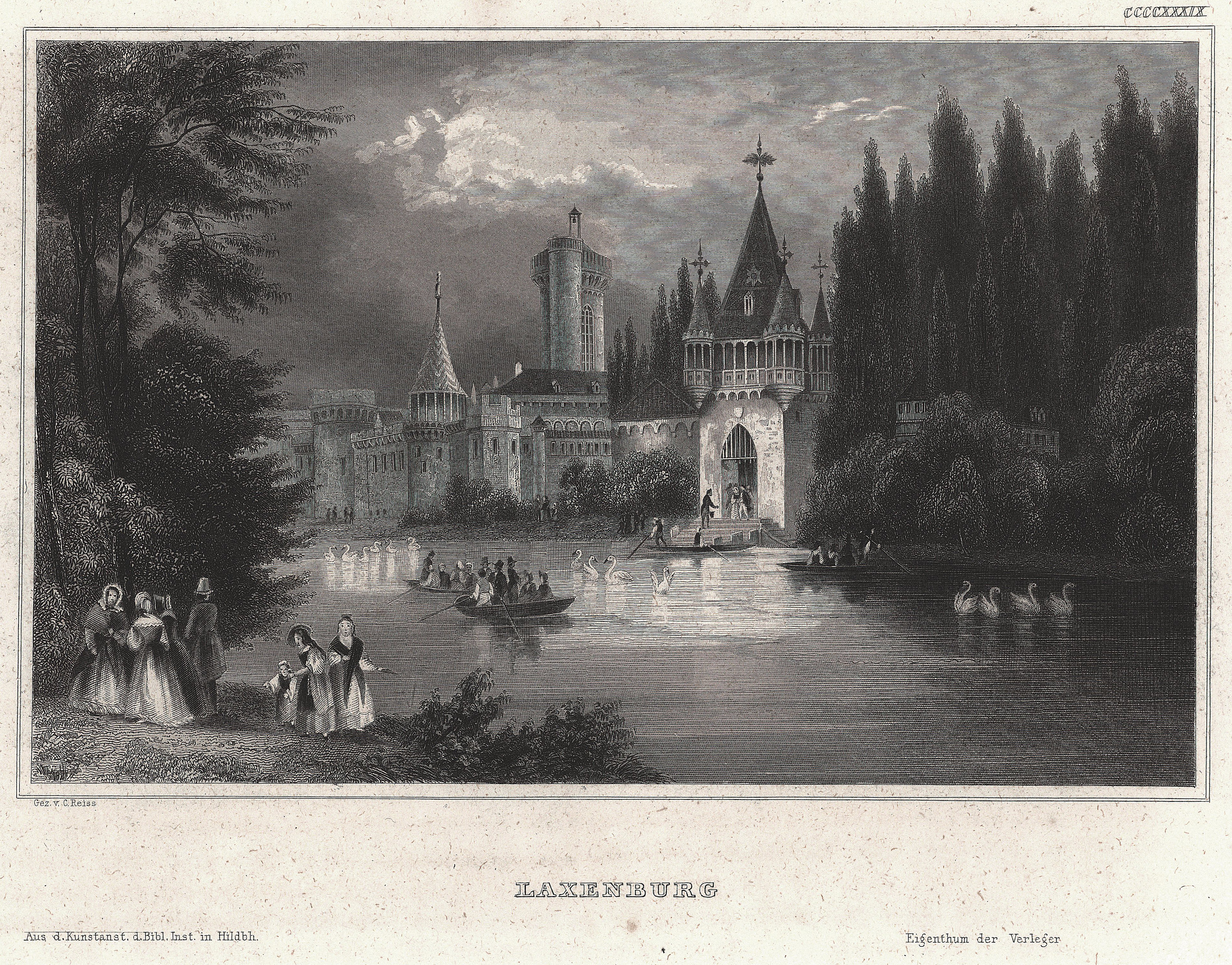
Stahlstich (1843)
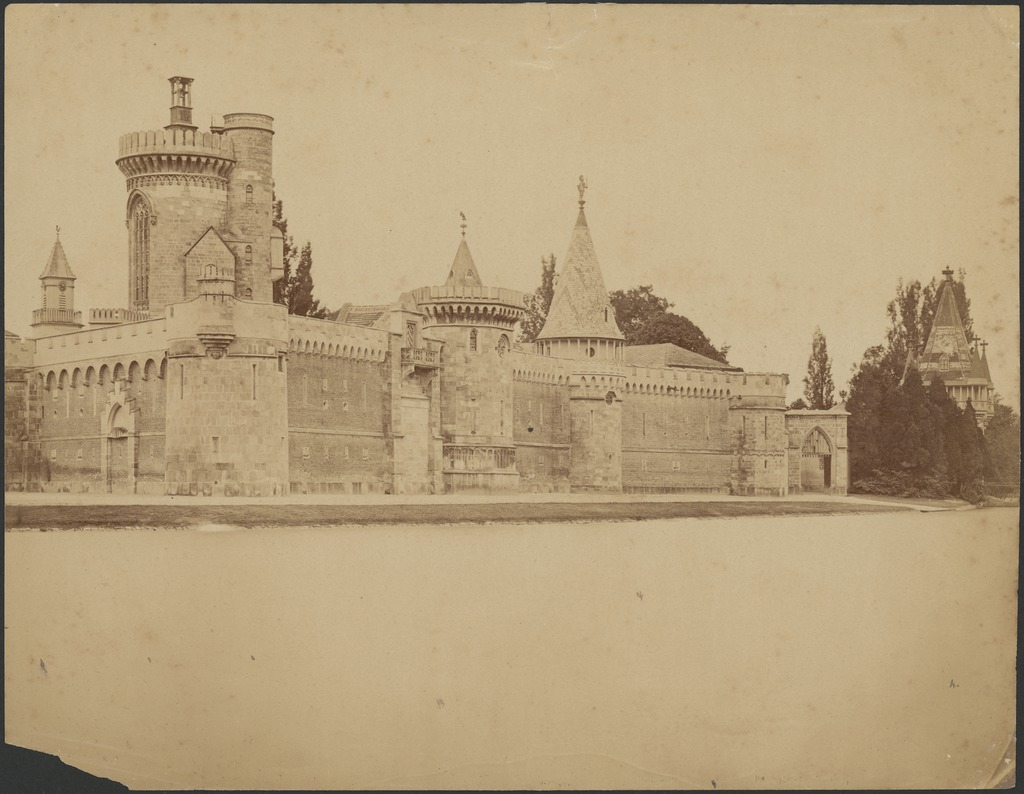
Frühe Fotografie aus dem 19. Jh.
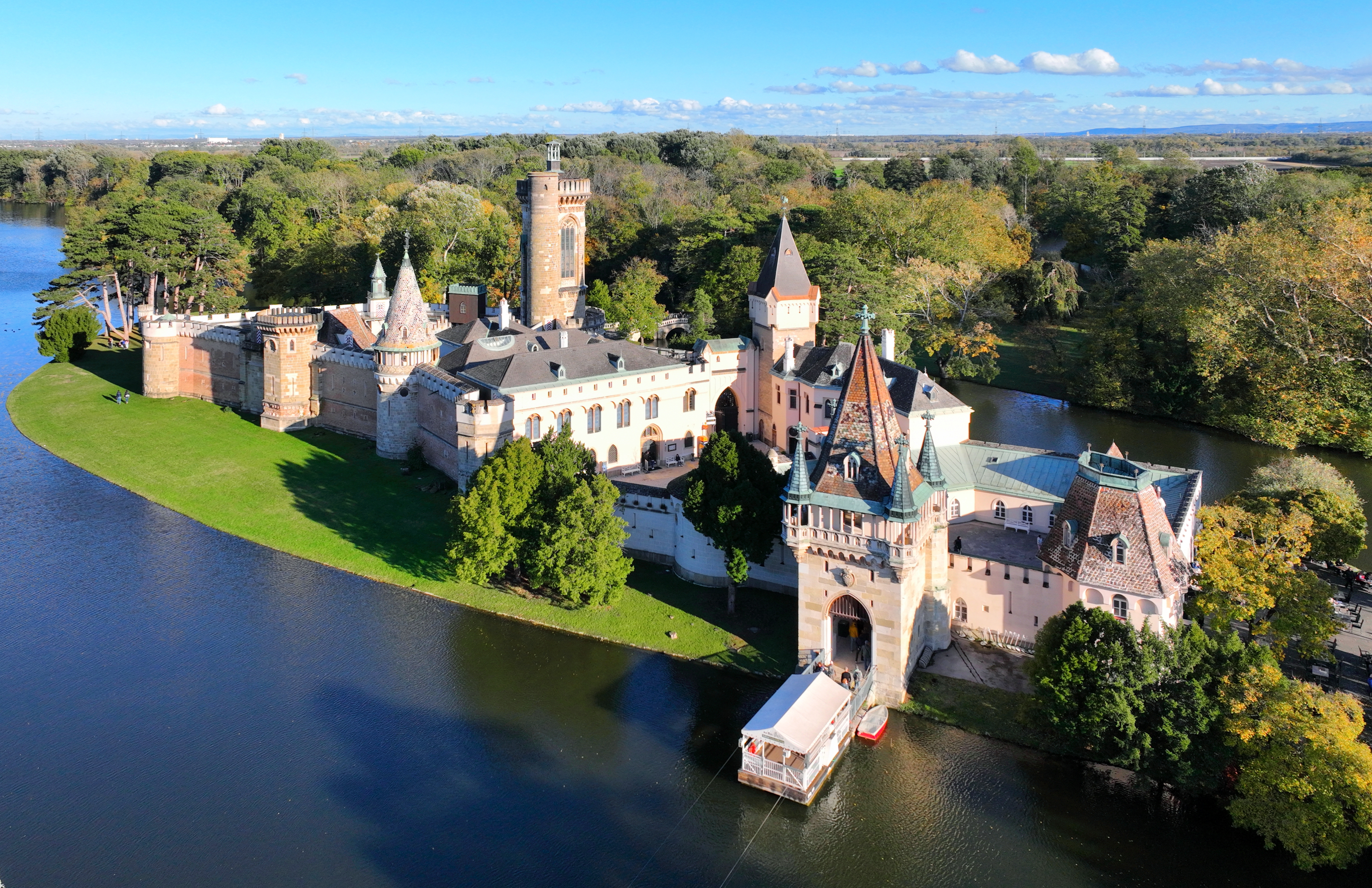
Westansicht der Franzensburg
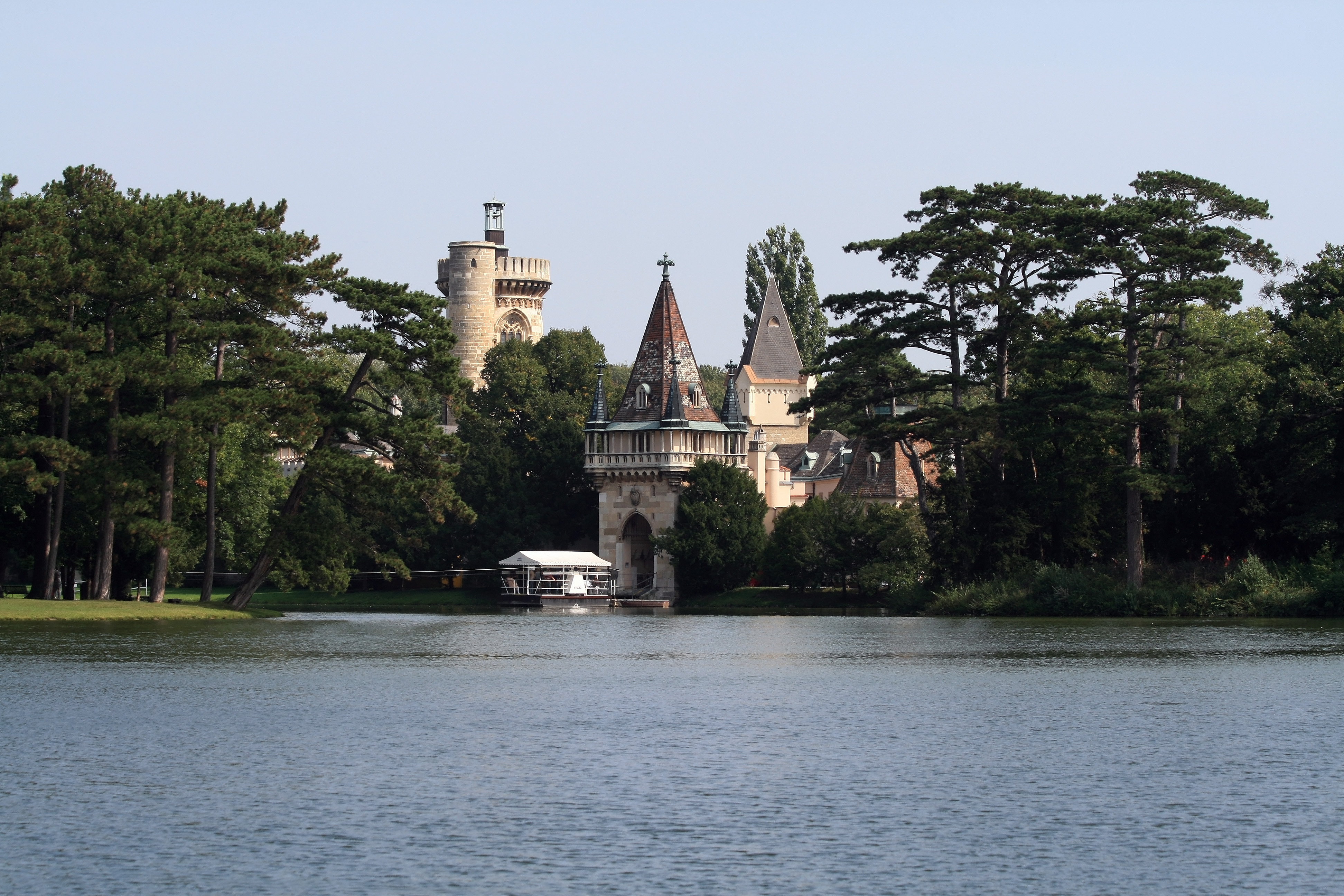
Franzensburg und Fähre (2009)
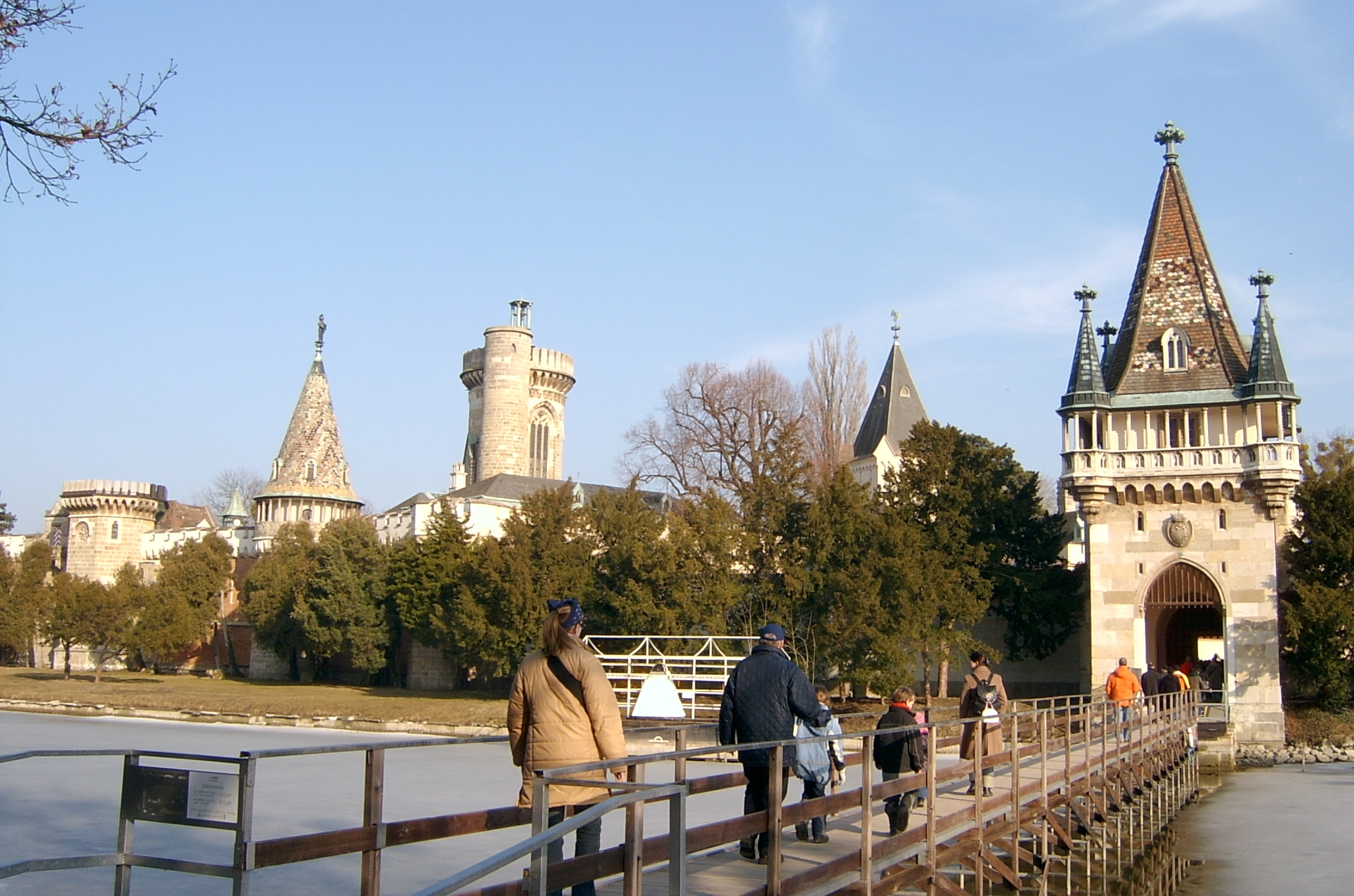
Im Winter ersetzt eine Brücke den Fährbetrieb (2006)
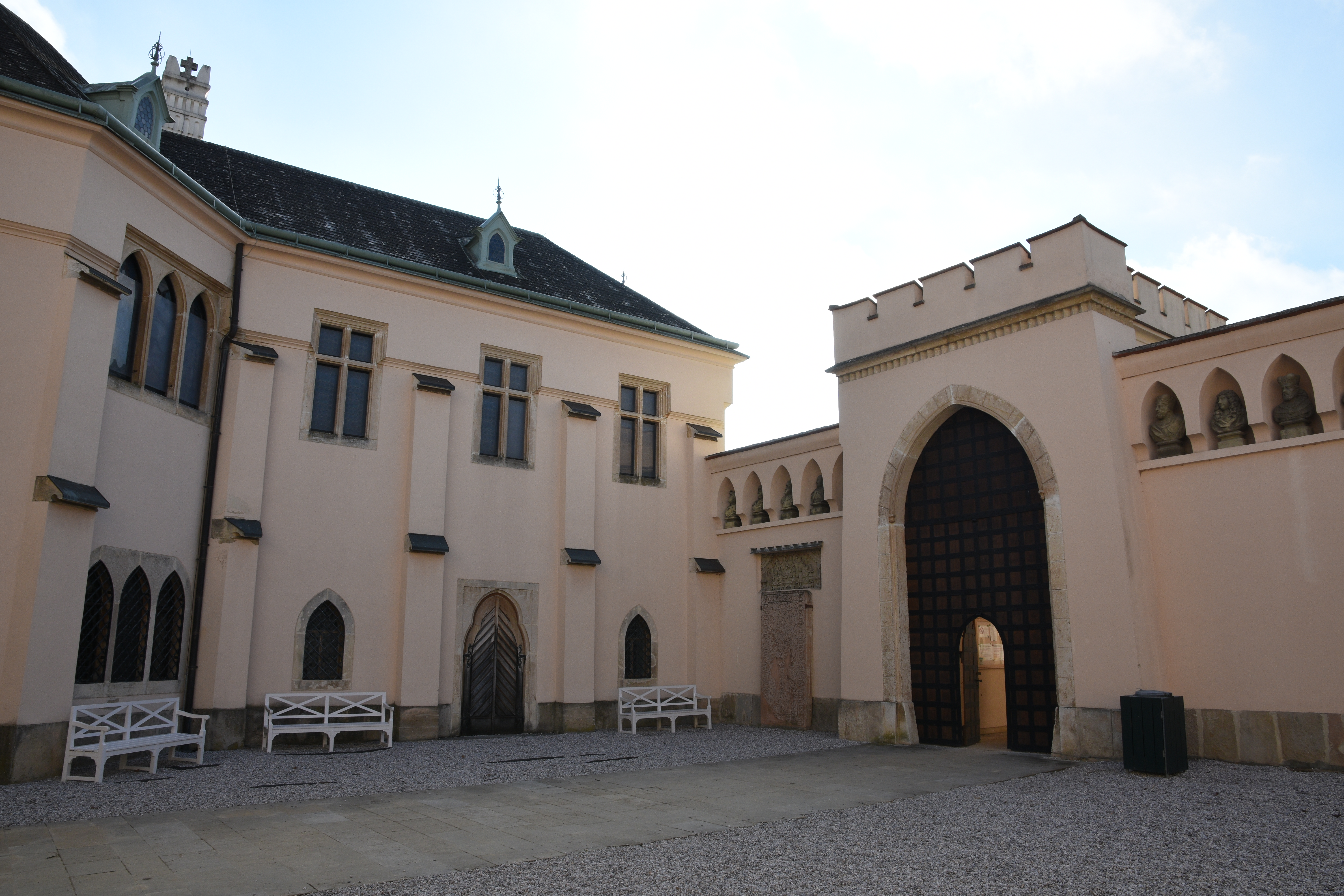
Burgtor im Innenhof (2021)
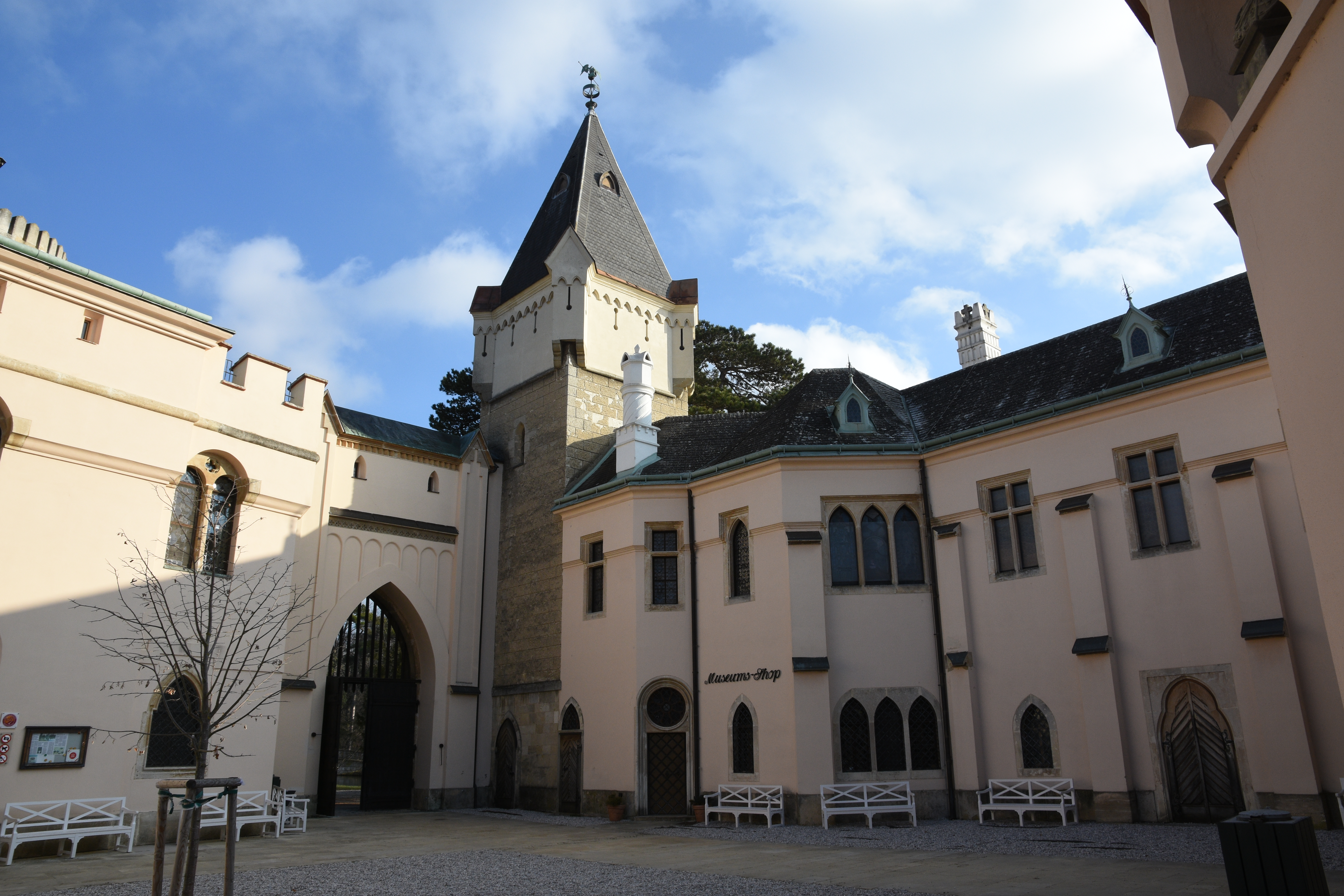
Innenhof (2021)
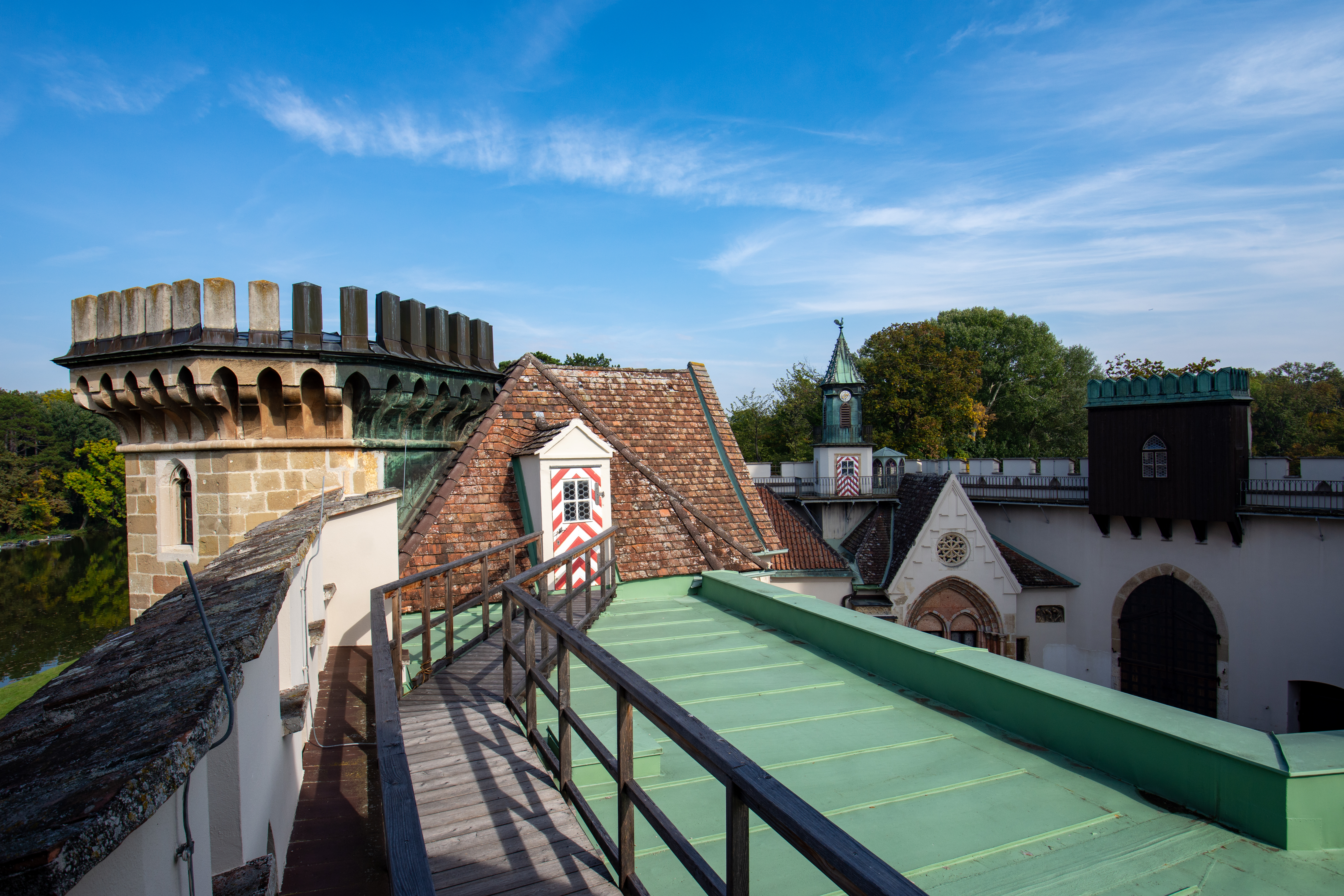
Galerie am Dach der Franzensburg (2022)
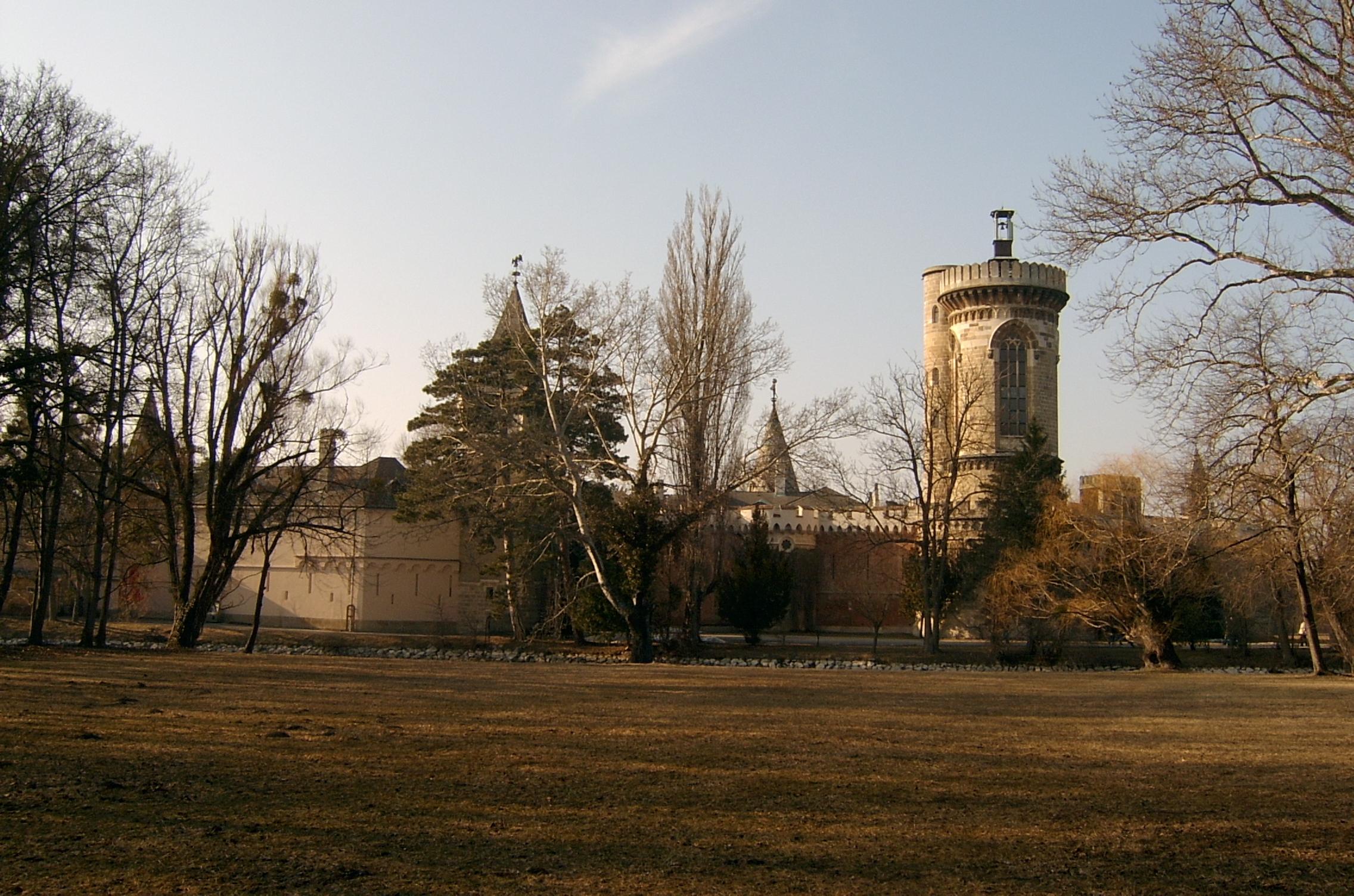
Südostseite der Burg
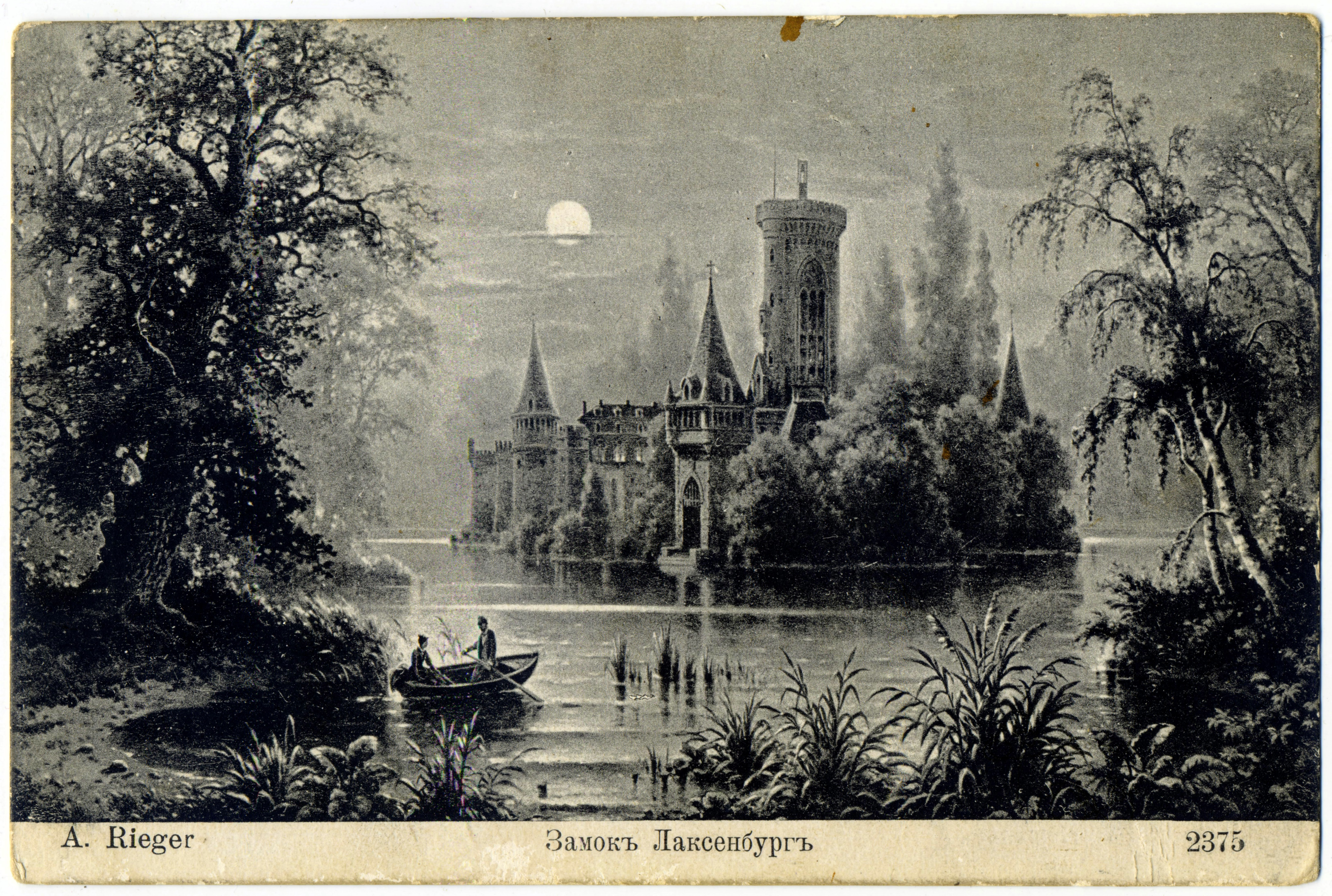
A. Rieger (1834–1905), Sommerabend in Laxenburg